# Ashanti (cantante)
Ashanti Shequoyia Douglas, conosciuta con il solo nome Ashanti (New York, 13 ottobre 1980), è una cantautrice, attrice, produttrice discografica e modella statunitense.
Raggiunge la fama nei primi anni 2000, divenendo la prima artista donna a vendere più di 500.000 album in una settimana, ad avere tre canzoni nella Top10 della Billboard Hot 100 contemporaneamente e a raggiungere sedici volte la Top10 della US R&B/Hip-hop Charts.
Ashanti debutta nel 2002 tramite l'etichetta Murder Inc. Records con l'album omonimo che raggiunge le vette delle classifiche negli Stati Uniti, Europa ed Australia, vendendo 6 milioni di copie e ottenendo il Grammy Awards nella categoria Miglior Album R&B Contemporaneo. All'inizio del 2003 pubblica il secondo album Chapter II, che vende 3 milioni di copie e conferma il successo precedente, sia in termini di vendite che di nomine in diverse premiazioni, mentre sul finire dell'anno esce l'album natalizio Ashanti's Christmas. Il quarto album del 2004, Concrete Rose, riscuote meno successo dei precedenti con 1,5 milioni di copie vendute, come l'album di remix Collectables by Ashanti del 2005. I successivi tre album The Declaration (2008), The Vault (2009) e Braveheart (2014) raggiungono tutti la top10 statunitense.
Ashanti è inoltre vincitrice di quattro Soul Train Music Award, otto Billboard Music Awards, due American Music Award ed ha ricevuto sei nomine agli MTV Video Music Awards. Ad oggi ha venduto più di 27 milioni di copie in tutto il mondo. Ha inoltre scritto e composto brani per numerosi artisti come Christina Milian, Ja Rule, Nas, Lil Wayne, Nelly, Jennifer Lopez, Toni Braxton.
Dopo il successo nel mondo musicale, la cantante entra nel mondo del cinema interpretando diversi film, tra cui Coach Carter (2005), The Muppets' Wizard of Oz (2005), Il mio ragazzo è un bastardo (2006), Resident Evil: Extinction (2007). Grazie ai suoi contributi come attrice di teatro nel musical The Wiz (2009) le è stato conferito lo Spirit Award ai NAACP Image Award.
Ha inoltre lanciato una propria linea di moda in collaborazione con il marchio Miss Circle dal 2018.

## Biografia

### Carriera musicale

#### 2000-2002: gli inizi e l'album di debuttoAshanti
Ashanti è stata notata per la prima volta da Irv Gotti per le sue capacità vocali, proponendole di scrivere per i suoi artisti rap e di esibirsi con loro in duetti, comparendo per la prima volta nella canzone del rapper Big Pun "How We Roll". Nello stesso anno, Ashanti è stata presente nei singoli della compagna di etichetta Cadillac Tah "Pov City Anthem" e "Just Like a Thug". È apparsa anche nella colonna sonora di Fast and Furious del 2001. È stata protagonista di "What's Luv" di Fat Joe e di "Always on Time" di Ja Rule. Entrambe sono state pubblicate simultaneamente e sono diventate due delle canzoni di maggior successo del 2002. Ashanti è diventata la prima donna ad occupare le prime due posizioni nella classifica Billboard Hot 100 degli Stati Uniti quando "Always on Time" e "What's Luv" erano rispettivamente al primo e al secondo posto.
Ha pubblicato il suo singolo di debutto, "Foolish", che contiene un campione della canzone del 1983 "Stay with Me" di DeBarge e che rimane il suo più grande successo, avendo trascorso dieci settimane in cima alla Billboard Hot 100. È diventata la seconda artista (dopo i Beatles e successivamente eguagliata da Cardi B) ad avere i primi tre classificati nella top10 degli Hot 100 contemporaneamente. È inoltre entrato nelle Top10 del Regno Unito, Australia, Nuova Zelanda ed Irlanda. L'album d'esordio intitolato "Ashanti", è stato pubblicato dall'etichetta discografica Irv Gotti's Murder Inc. nell'aprile 2002, debuttando alla prima posizione della Billboard 200, ed entrando nella top10 di Regno Unito, Canada, Australia ed European Albums. Ha venduto più di 500 mila copie nella prima settimana negli Stati Uniti, divenendo la prima artista a riuscirci nella storia della classifica superando persino Alicia Keys e Lauryn Hill. In totale ha venduto 6 milioni di copie in tutto il mondo, 3 delle quali negli Stati Uniti.
Ashanti ha scritto i dodici brani dell'album, la maggior parte dei quali sono stati scritti sul posto in studio. I singoli successivi di Ashanti, "Happy" e "Baby", non hanno avuto lo stesso successo del suo singolo di debutto, ma hanno raggiunto il picco rispettivamente nella top10 e nella top20 negli Stati Uniti. Grazie all'album le sono stati attribuiti numerosi premi, tra cui otto Billboard Music Award, due American Music Award e ha ricevuto tre candidature come Best Female Video, Best R&B Video e Best New Artist agli MTV Video Music Awards per "Foolish". Ha anche ricevuto un Comet Award e due Soul Train Music Award nello stesso anno. Ai Grammy Awards riceve cinque nomination, tra cui Best New Artist, vincendo nella categoria Best Contemporary R&B Album.

#### 2003 - 2005:Chapter II, Ashanti's Christmas e Concrete Rose

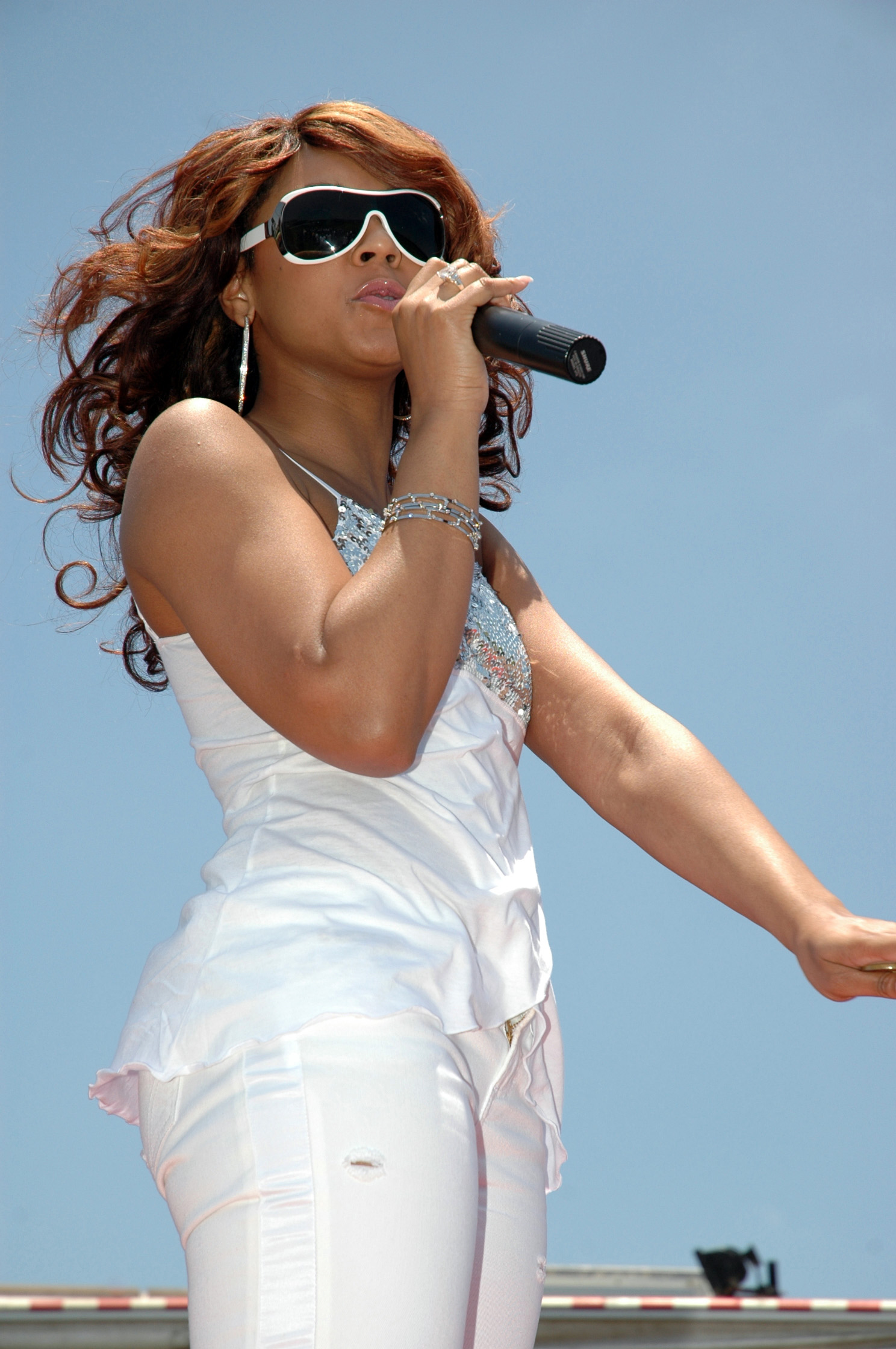
Ashanti durante una tappa del tour in Giappone nel 2005

Nel luglio 2003, Ashanti ha pubblicato il suo secondo album, "Chapter II", che ha debuttato al numero uno della Billboard 200, con vendite della prima settimana di 326.000 copie negli Stati Uniti, raggiungendo infine il disco di platino e vendendo globalmente 3 milioni di copie. L'album raggiunge la top5 delle classifiche di Regno Unito e Canada. l primo singolo estratto, "Rock wit U (Awww Baby)", è diventato un successo entrando in 21 classifiche, raggiungendo il secondo posto nella Billboard Hot 100 e nelle top10 di Canada, Regno Unito, Giappone e Belgio. Il video del brano ha ricevuto una nomination agli MTV Video Music Awards come  Best R&B Video. ll secondo singolo, Rain on Me, ha raggiunto il settimo posto nell'Hot 100 e il secondo posto nella classifica US Hot 100 R&B Songs, ricevendo una nomination come Best R&B/Soul Single ai Soul Train Music Award. Ai Grammy Awards del 2004 Ashanti riceve tre nomine: l'album viene nominato nella categoria Best Contemporary R&B Album, mentre "Rock wit U (Awww Baby)" e "Rain on Me" nelle categorie Best R&B Song e Best Female R&B Vocal Performance.
Nel novembre 2003, Ashanti ha pubblicato un album natalizio intitolato "Ashanti's Christmas", contenente 10 canzoni ed ha ottenuto un modesto successo commerciale vendendo circa 100.000 copie negli Stati Uniti e raggiungendo la posizione 260 della Billboard 200.
Il 24 settembre 2004 collabora con Ja Rule al brano "Wonderful", che arriva alla prima posizione della UK Singles Chart, ed entra nelle top10 di in Australia, Nuova Zelanda e Stati Uniti, nel quale vince il disco d'oro. Il 26 ottobre successivo esce il singolo "Only U", promosso dalla cantante ai Vibe Music Awards, che entra in 20 classifiche, arrivando anche in questo caso in cima alla classifica britannica, e vincendo il disco d'oro negli Stati Uniti. L'album "Concrete Rose" viene pubblicato nel dicembre 2004, raggiungendo all'uscita la posizione numero sette nelle billboards degli Stati Uniti, con vendite della prima settimana di 254.000 copie; per questo album ha vinto il suo terzo album disco di platino. Globalmente vende 1,5 milioni di copie, vincendo il disco d'oro nel Regno Unito e in Giappone. Un secondo singolo, la ballata "Don't Let Them", ottenne scarso successo in classifica dopo che Def Jam Recordings rifiutò di finanziare un video musicale a causa dei problemi legali di Irv Gotti durante il processo per riciclaggio di denaro.
Dopo l'uscita dell'album Ashanti ha pubblicato il DVD Ashanti: The Making of a Star, disponibile solo per un periodo di tempo limitato. Il DVD deluxe include esclusive riprese fotografiche e video, musica dagli album realizzati, speciali filmati di concerti, inedite performance scolastiche per l'infanzia e interviste dietro le quinte con familiari, amici e fan.
Più tardi, nel 2005, Ashanti è stato invitato all'Oprah Winfrey's Legends Ball, che ha onorato alcune delle donne afro-americane più influenti e leggendarie del ventesimo secolo nel campo dell'arte, dello spettacolo e dei diritti civili. Nel dicembre 2005, Ashanti ha pubblicato un album remix di "Concrete Rose" intitolato "Collectables by Ashanti". Seppur deludendo in termini di vendite, l'album è stata l'occasione per lei di adempiere il suo contratto con Def Jam Recordings e poter cercare un nuovo contratto discografico.

#### 2008 - 2014:The DeclarationeBraveheart

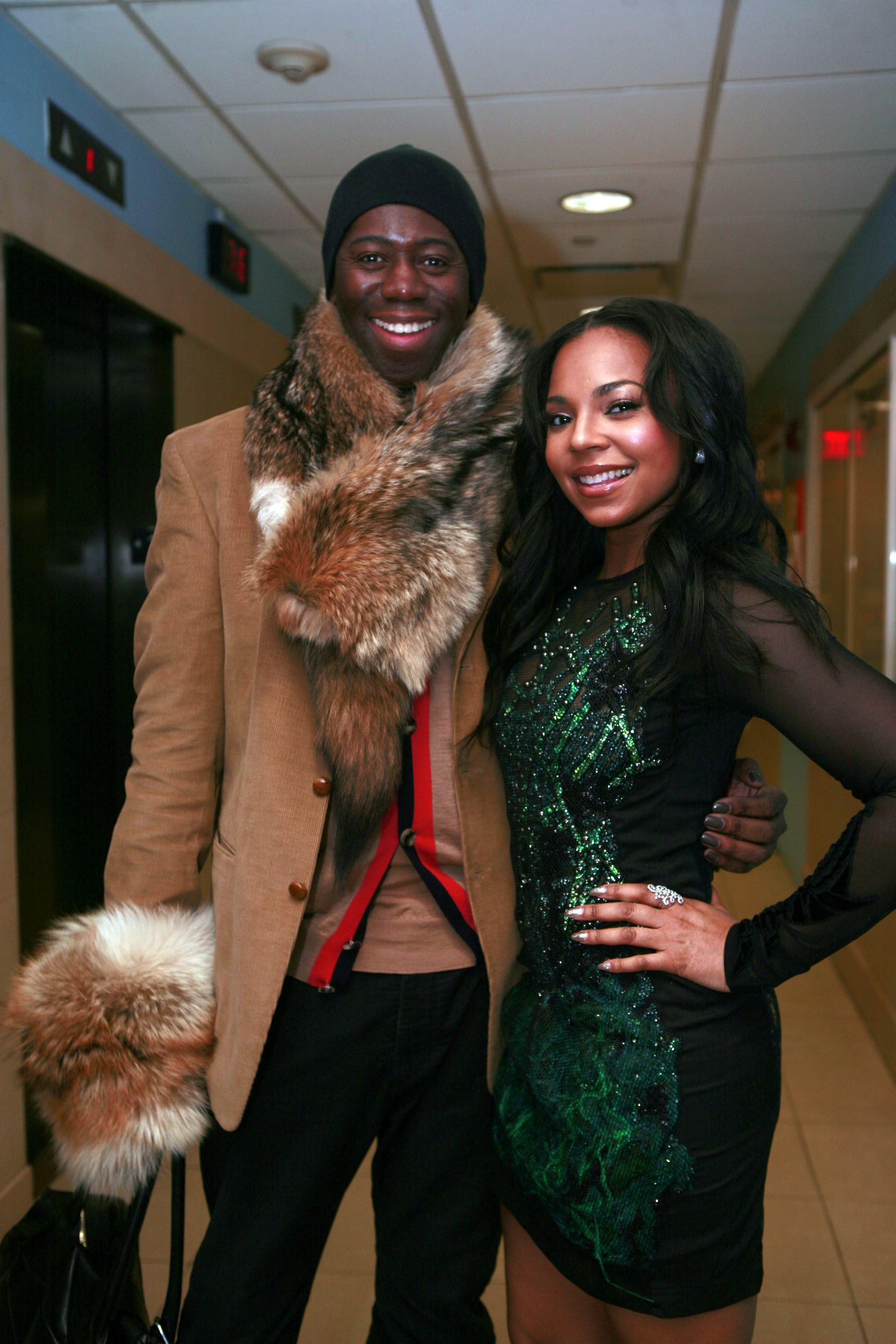
J. Alexander e Ashanti alla Settimana della moda di New York del 2012

Dopo aver fondato la propria casa discografica, la Written Entertainment, il suo quarto album in studio,"The Declaration", è uscito il 3 giugno 2008 vendendo 86.000 copie nella sua prima settimana negli Stati Uniti, arrivando alla sesta posizione della Billboard 200 e seconda della US Top R&B/Hip-Hop Albums. Un primo singolo estratto nel 2007 "Switch",  non potrà essere incluso nella track list dell'album, e esce quindi il singolo "Hey Baby (After the Club)" il 16 ottobre 2007. La canzone, che non appare sulle edizioni statunitensi dell'album, ha raggiunto il numero ottantasette nella classifica Billboard Hot R&B/Hip-Hop Songs. "The Way That I Love You", è stato diffuso alla radio e nei punti vendita digitali nel gennaio 2008, indicato come il "primo singolo" nel materiale stampa e nei resoconti dei media. Arriva alla seconda posizione della US Hot R&B/Hip-Hop Songs e 37 della Billboard Hot 100. "Body on Me" è stato registrato in collaborazione anche per il quinto album in studio di Nelly "Brass Knuckles". Il brano è prodotto da Akon ed è arrivato al numero uno della classifica Hot Videoclip Tracks di Billboard nella sua prima settimana, con 300.000 copie vendute. Il terzo estratto fu "Good Good" che raggiunge la posizione 30 della US Hot R&B/Hip-Hop Songs, rimanendovi per 20 settimane.
Dopo una pausa di quattro anni, Ashanti ha pubblicato la canzone "Never Too Far Away", che è stata inserita nel film di Morgan Creek Dream House del 2011. Il singolo principale dal suo quinto album in studio, "The Woman You Love" con il rapper americano Busta Rhymes, è stato pubblicato online il 15 dicembre 2011. Ashanti ha collaborato con Meek Mill e French Montana per il secondo singolo "No One Greater". Nell'aprile 2013, ha pubblicato un altro singolo chiamato "Never Should Have", che poi ha vinto Best Independent R&B/Soul Performance ai Soul Train Music Award del 2013.
Nel marzo 2014, a circa sei anni dal precedente, pubblica il suo quinto album Braveheart a cui partecipano diversi produttori, tra cui DJ Clue, e interpreti come French Montana, Rick Ross, Beenie Man, Jeremih. Il primo singolo uscito nel gennaio 2014 si intitola "I Got It" e vede la collaborazione con Rick Ros, mentre il secondo singolo ufficiale dell'album sarebbe stato "Early in the Morning" con French Montana. L'album ha raccolto recensioni favorevoli, con critici musicali che descrivono il suono di "Braveheart " come una "evoluzione di R&B" e lodando i temi di potere femminile, ma criticando i cliché romantici e la mancanza di momenti interessanti sull'album. Nelle classifiche ha aperto al numero dieci della Billboard 200, diventando il quinto album top10 consecutivo di Ashanti, così come la sua prima posizione nella US Independent Albums Chart. Ha debuttato anche nella top30 della UK R&B Albums Chart e nella top15 della UK Indie Albums Chart.

#### 2015-presente: nuovi progetti e settimo album in studio

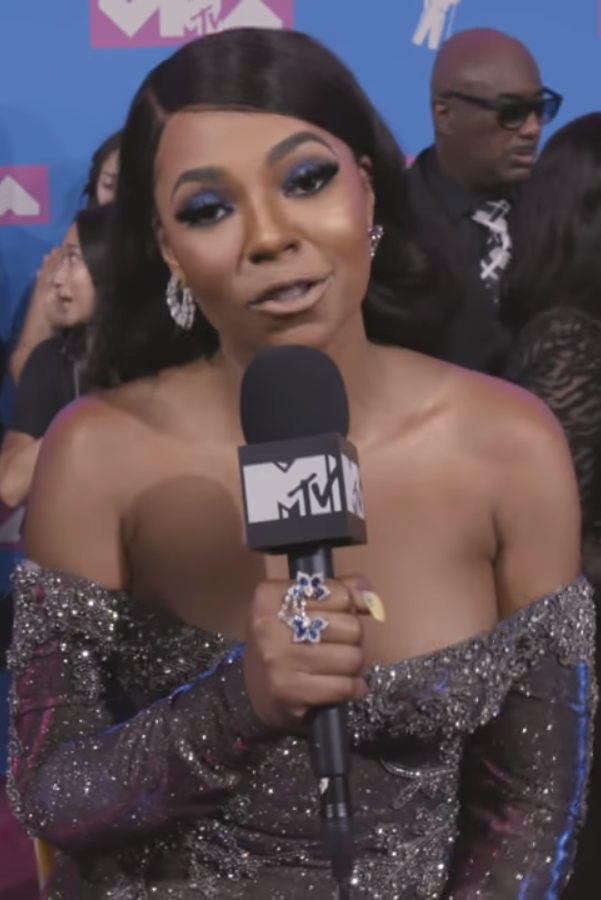
Ashanti agli MTV Video Music Awards 2019

Nel 2015, ha annunciato di aver lavorato su nuova musica per il suo settimo album, con una data di uscita sconosciuta. Ashanti ha collaborato con Michelle Obama e la sua campagna #Let'sMove per diffondere la consapevolezza dell'acqua potabile con il suo nuovo video e la canzone "Let's Go" usciti nel 2015. Nel 2016 collabora nel brano "Seven Day Love" inserito nell'album "Inzombia" del cantante canadese Belly. Viene inoltre inserita con numerosi artisti, tra cui Sia, Alicia Keys, John Legend, Queen Latifah Usher e Kelly Clarkson ad interpretare i brani del musical di Broadway "Hamilton" per la compilation "The Hamilton Mixtape".
Nel 2017, ha annunciato il suo settimo album in studio, che uscirà nel 2018, smentito nel giugno 2018 confermando invece una futura realizzazione di un album collaborativo con il rapper Ja Rule. Sempre nel 2018 torna sulla scena musicale con diverse collaborazioni tra cui nel novembre 2017, ha pubblicato il singolo "Say Less" con Ty Dolla Sign, al brano "The Road" di Machel Montano ed è tra gli artisti che collaborano all'album "Tha Carter V" di Lil Wayne nella traccia "Start this S**t of Now" con Mack Maine.
Nel 2019 pubblica il singolo "Floating" e la collaborazione "Pretty Little Thing" con Afro B nell'agosto dello stesso anno. È inoltre presente nella colonna sonora del film da lei prodotto, Stuck.

### Carriera cinematografica
Ashanti debutta nel cinema in un piccolo ruolo nel film Malcolm X di Spike Lee, a cui seguono altri ruoli di contorno in altre pellicole. Il successo arriva in seguito alla popolarità acquisita nel campo discografico. Dopo una comparsata nel film Matrimoni e pregiudizi, dove si esibisce come cantante, nel 2005 Ashanti ottiene un ruolo da protagonista in Coach Carter al fianco di Samuel L. Jackson che ottiene un notevole successo nei cinema americani. Grazie alla sua performance, nello stesso anno viene scelta per interpretare il ruolo di Dorothy nel film Disney The Muppets' Wizard of Oz. Nel 2006 recita nella commedia per ragazzi Il mio ragazzo è un bastardo e l'anno successivo nel blockbuster Resident Evil: Extinction.
Nel 2013 entra nel cast della serie TV Army Wives - Conflitti del cuore e nel film TV Un Natale in città. Torna al cinema con il film Mutant World nel 2014 e l'anno successivo recita e produce il film Stuck, che esce però solamente nel 2017. Nel 2016 recita in alcuni episodi della serie TV Unforgettable, e poi nel film Mothers and Daughters. Nel 2018 recita nel film TV Murder.

## Altre attività

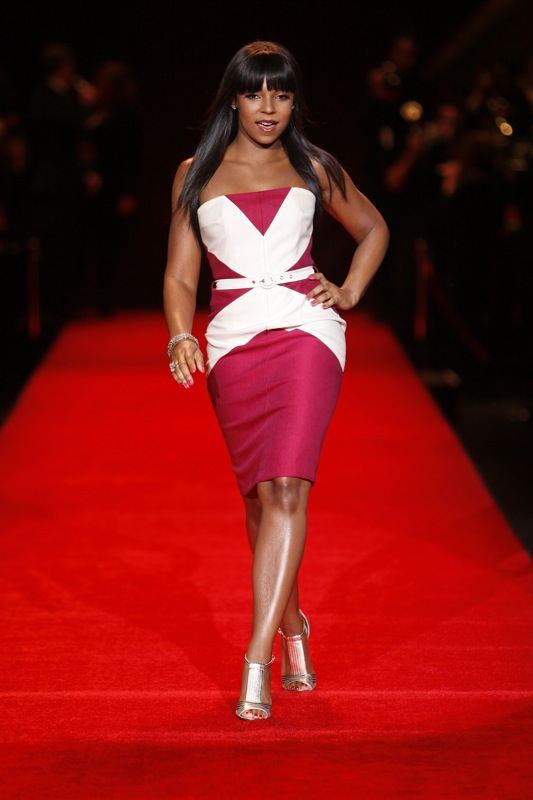
Ashanti in una sfilata per il The Heart Truth Fashion Show 2008

Oltre a cantare, Ashanti è anche una prolifica compositrice e ha lavorato per Christina Milian, Ja Rule, Jennifer Lopez, Nas, Toni Braxton, e molti altri. Nel 2002 ha pubblicato un libro di poesie dal titolo Foolish/Unfoolish: Reflections on Love, e nel 2005 ha creato anche un profumo: "Precious Jewel by Ashanti". Nello stesso anno, ha collaborato con la ditta di abbigliamento MUDD per promuovere la propria linea di jeans "Delicious Curves". Inoltre in Europa Ashanti ha anche una propria casa di moda per adolescenti, chiamata "Princess".
Il 2 maggio 2002 Ashanti ha ricevuto le chiavi della città di Glen Cove, New York (la sua città natale), e quel giorno è stato ribattezzato Ashanti Day. Ashanti ha anche ricevuto le chiavi della città di Atlantic City (dove è stata incoronata "principessa dell'hip hop e del R&B").
Nel luglio del 2008, Ashanti è stata nominata ambasciatrice del turismo della Contea di Nassau (New York).
Dal 2018 ha lanciato una propria linea di moda in collaborazione con il marchio Miss Circle dal 2018.

## Vita privata
Nel 2002 la madre della cantante dichiarò di aver scelto il nome della figlia ispirata dal ruolo sociale che le donne hanno nella popolazione Ashanti del Ghana.
Fino al 2003, alcune voci davano Ashanti come fidanzata del rapper Nelly. A lungo i due hanno dichiarato di essere soltanto "buoni amici", fino al 2005 in cui i due sono stati fotografati insieme sulle spiagge di Anguilla. L'attore Samuel L. Jackson, che ha lavorato con Ashanti nel film Coach Carter, ha confermato che spesso Nelly si vedeva sul set del film. Nel 2007 i due si sono decisi a non negare la loro relazione. I due in seguito hanno collaborato in numerosi brani, arrivando persino a scambiarsi un bacio nel video della cantante Good Good. Ciò nonostante i due non sono ufficialmente fidanzati. Nel 2014, dopo 10 anni, Nelly e Ashanti terminano la loro relazione, per poi riconciliarsi nel 2023. Nel dicembre 2023, fu riferito che la coppia stava aspettando il loro primo figlio insieme. Nell'aprile 2024, Ashanti confermò la sua gravidanza e il fidanzamento della coppia sulla rivista Essence. Il loro bambino, un maschio, nacque nell'agosto 2024.
Il 19 giugno 2024, è stato rivelato che Ashanti e Nelly si sono sposati il 27 dicembre 2023.

## Discografia
- 2002 – Ashanti
- 2003 – Chapter II
- 2003 – Ashanti's Christmas
- 2004 – Concrete Rose
- 2005 – Collectables by Ashanti
- 2008 – The Declaration
- 2008 – The Vault
- 2014 – Braveheart

## Filmografia

### Cinema
- Malcolm X, regia di Spike Lee (1992)
- Poliziotti per caso (Who's the Man?), regia di Ted Demme (1993)
- Matrimoni e pregiudizi (Bride and Prejudice), regia di Gurinder Chadha (2004)
- Coach Carter, regia di Thomas Carter (2005)
- Resident Evil: Extinction, regia di Russell Mulcahy (2007)
- Mothers and Daughters, regia di Paul Duddridge e Nigel Levy (2016)

### Televisione
- Sabrina, vita da strega (Sabrina, the Teenage Witch) – serie TV, episodio 7x03 (2002)
- American Dreams – serie TV, episodio 1x10 (2002)
- Buffy l'ammazzavampiri (Buffy, the Vampire Slayer) – serie TV, episodio 7x14 (2003)
- Law & Order - Unità vittime speciali (Law & Order: Special Victims Unit) – serie TV, episodio 15x07 (2013)
- Army Wives - Conflitti del cuore (Army Wives) – serie TV, 13 episodi (2013)
- Un Natale in città (Christmas in the City), regia di Marita Grabiak –film TV (2013)
- Unforgettable – serie TV, episodio 4x03 (2015)
- RuPaul's Drag Race – reality show, episodio 10x11 (2018)
- Dynasty – serie TV, episodio 3x05 (2019)

### Doppiatrice
- La famiglia Proud (The Proud Family) – serie animata, episodio 2x18 (2003)

### Teatro
- The Wiz – nel ruolo di Dorothy (2009)

## Doppiatrici italiane
- Domitilla D'Amico in Coach Carter
- Rossella Acerbo in Il mio ragazzo è un bastardo
- Laura Latini in Resident Evil: Extinction
- Antonella Baldini in Buffy l'ammazzavampiri
- Letizia Ciampa in Unforgettable
- Francesca Manicone in Army Wives - Conflitti del cuore
- Alessia Amendola in I Muppets' Il mago di Oz

## Riconoscimenti

### Grammy Awards
- 2003 – Candidatura al miglior artista esordiente
- 2003 – Miglior album contemporary R&B per Ashanti
- 2003 – Candidatura alla migliore performance vocale R&B femminile per Foolish
- 2003 – Candidatura alla miglior collaborazione Rap/Sung per Always on Time
- 2003 – Candidatura alla miglior collaborazione Rap/Sung per What's Luv
- 2004 – Candidatura al miglior album contemporary R&B per Chapter II
- 2004 – Candidatura alla miglior canzone R&B per Rock Wit U (Awww Baby)
- 2004 – Candidatura alla migliore performance vocale R&B femminile per Rain On Me